# Apanteles sicarius
Apanteles sicarius är en stekelart som beskrevs av Marshall 1885. Apanteles sicarius ingår i släktet Apanteles och familjen bracksteklar. Inga underarter finns listade i Catalogue of Life.